# Мерен (Женева)
Мерен (фр. Meyrin) — місто  в Швейцарії в кантоні Женева.
Головний офіс CERN, європейської дослідницької організації з фізики елементарних частинок, знаходиться в Мерені. Мерен був невеликим сільськогосподарським селом до 1950-х років, коли на півночі почалося будівництво CERN. Зараз це передмістя, де переважають багатоповерхівки, а багато його мешканців працюють у CERN або в центрі Женеви. Міжнародний аеропорт Женеви частково розташований у Мерені.

## Географія
Місто розташоване на відстані близько 135 км на південний захід від Берна, 7 км на північний захід від Женеви.
Мерен має площу 9,9 км², з яких на 59,1% дозволяється будівництво (житлове та будівництво доріг), 35,8% використовуються в сільськогосподарських цілях, 4,2% зайнято лісами, 0,9% не є продуктивними (річки, льодовики або гори).
Місто розташоване на правому березі річки Рона і складається з підрозділів або сіл CERN, Maisonnex, Mategnin, Citadelle, Aéroport — Tour-de-Contrôle, Aéroport — Papillons, Aéroport — Forestier, Cointrin — Les Sapins, Куантрен — Ле Ель, Куантрен — Пре-Буа, З. І. Ріантбоссон.

## Історія
Мерен вперше згадується в 1153 році як Mayrin.

## Демографія
2019 року в місті мешкало 25 745 осіб (+19,7% порівняно з 2010 роком), іноземців було 43,7%. Густота населення становила 2590 осіб/км².
За віковим діапазоном населення розподілялося таким чином: 22,8% — особи молодші 20 років, 60,8% — особи у віці 20—64 років, 16,4% — особи у віці 65 років та старші. Було 9574 помешкань (у середньому 2,6 особи в помешканні).
Із загальної кількості 23 190 працюючих 55 було зайнятих в первинному секторі, 4714 — в обробній промисловості, 18 421 — в галузі послуг.

## Галерея

Вид з висоти пташиного польоту (1953)
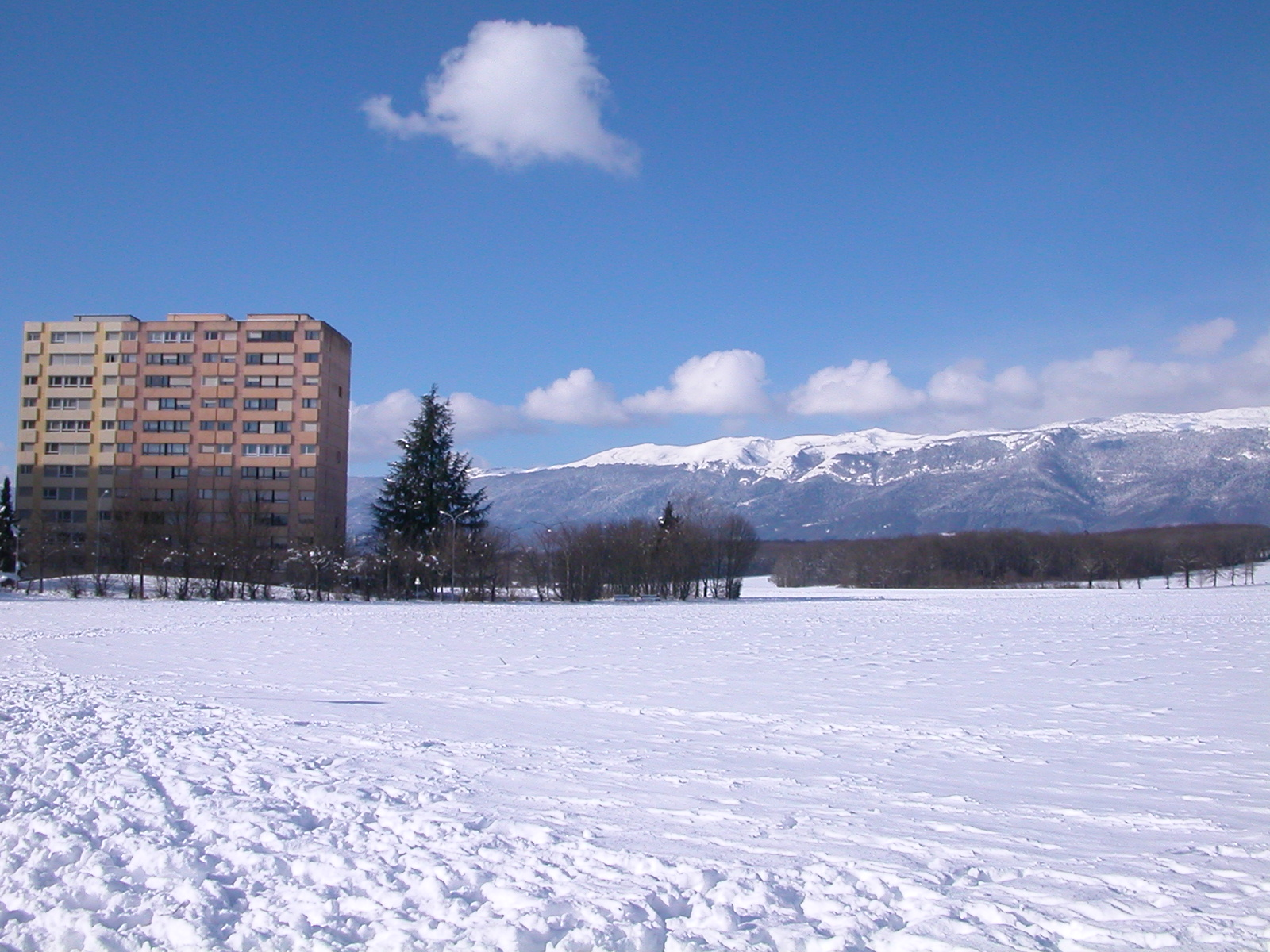
Сніг навколо житлового комплексу на околиці Мерену
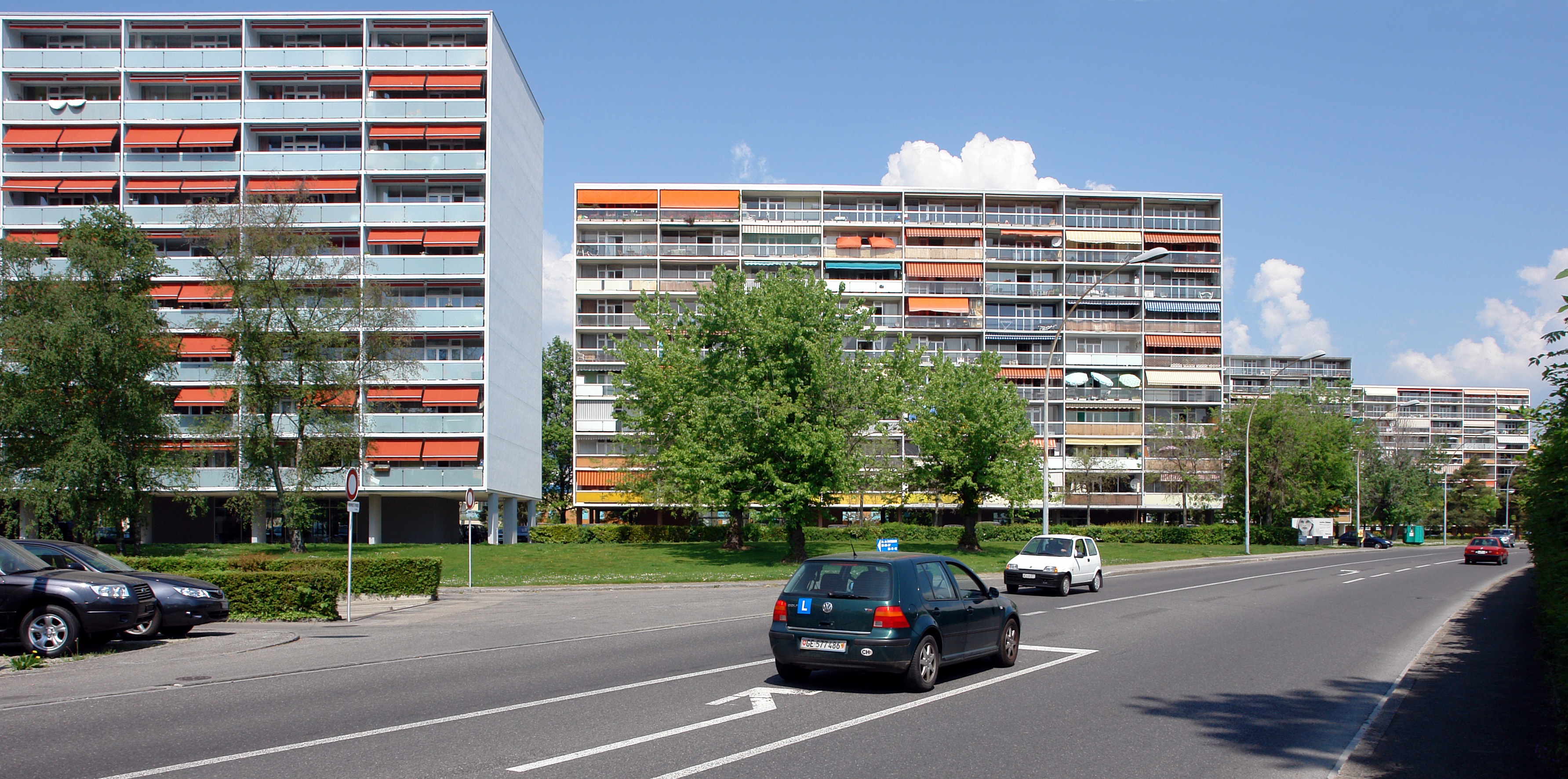
Багатоквартирні будинки в Мерені
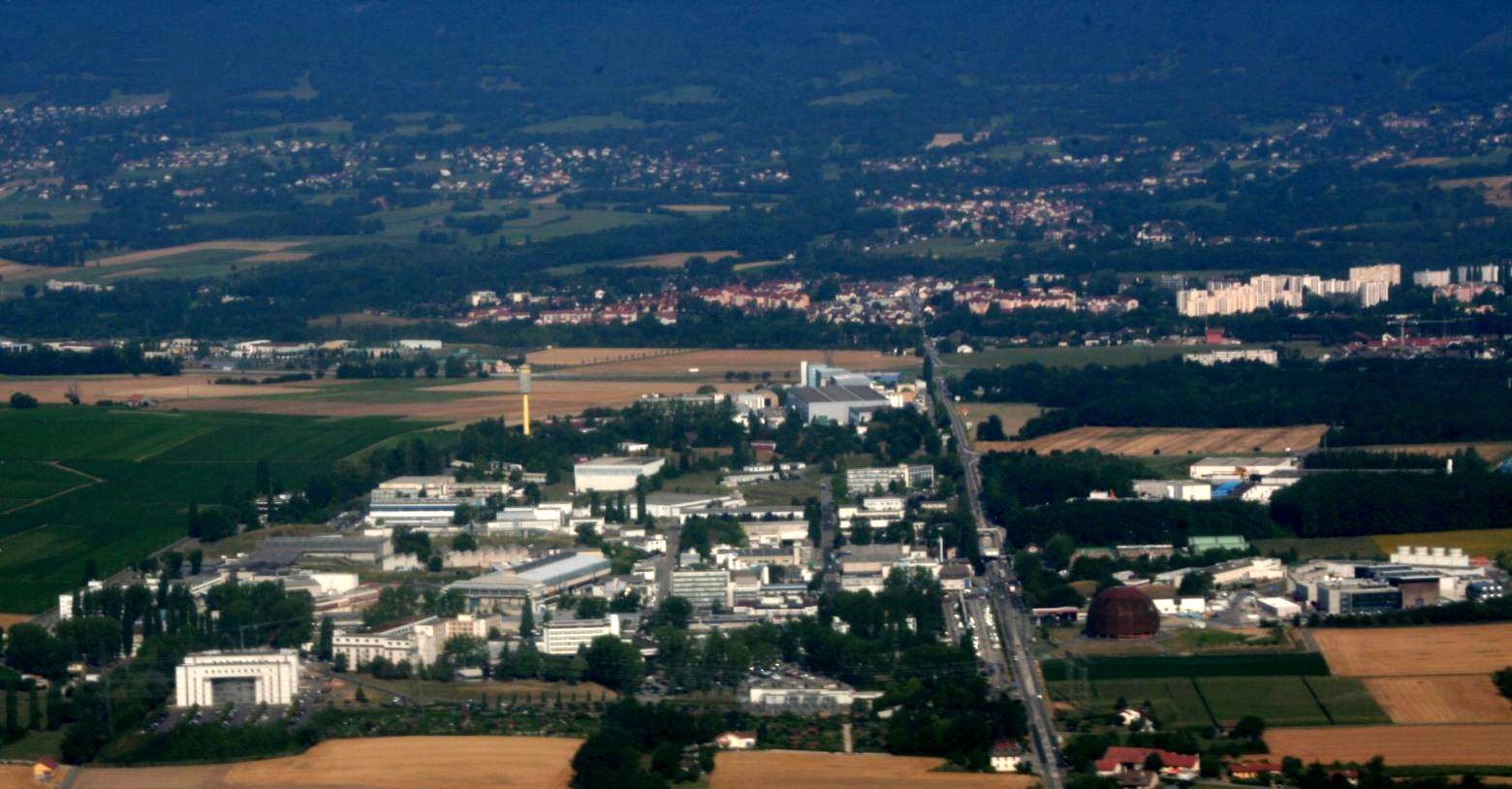
Вид з висоти пташиного польоту CERN поблизу Мерену